# Ctenocheles maorianus
Ctenocheles maorianus är en kräftdjursart som beskrevs av Powell 1949. Ctenocheles maorianus ingår i släktet Ctenocheles och familjen Ctenochelidae. Inga underarter finns listade i Catalogue of Life.